# Liste der Monuments historiques in Plémy
Die Liste der Monuments historiques in Plémy führt die Monuments historiques in der französischen Gemeinde Plémy auf.

## Liste der Bauwerke
| Bezeichnung        | Beschreibung                              | Standort                     | Kennzeichnung | Schutzstatus | Datum | Bild           |
| ------------------ | ----------------------------------------- | ---------------------------- | ------------- | ------------ | ----- | -------------- |
| Kreuz              | 15. Jahrhundert                           | Chemin rural de Plémy (Lage) | PA00089411    | Inscrit      | 1964  | weitere Bilder |
| Manoir de Vauclerc | Herrenhaus, erbaut im 16./17. Jahrhundert | (Lage)                       | PA00089412    | Inscrit      | 1926  | weitere Bilder |

## Liste der Objekte
- Monuments historiques (Objekte) in Plémy in der Base Palissy des französischen Kultusministeriums